# 西班牙大廈
西班牙大廈（西班牙語：Edificio España）是一座位於西班牙馬德里的25層摩天大樓。是馬德里四大樓商業區中的最高建築之一，也是西班牙20世紀建築的典範。1953年建成後至在1957年被馬德里塔超過之前一直是西班牙最高建築。原先大廈中還有一個皇冠假日酒店、一個購物中心、辦公處及樓頂的游泳池。

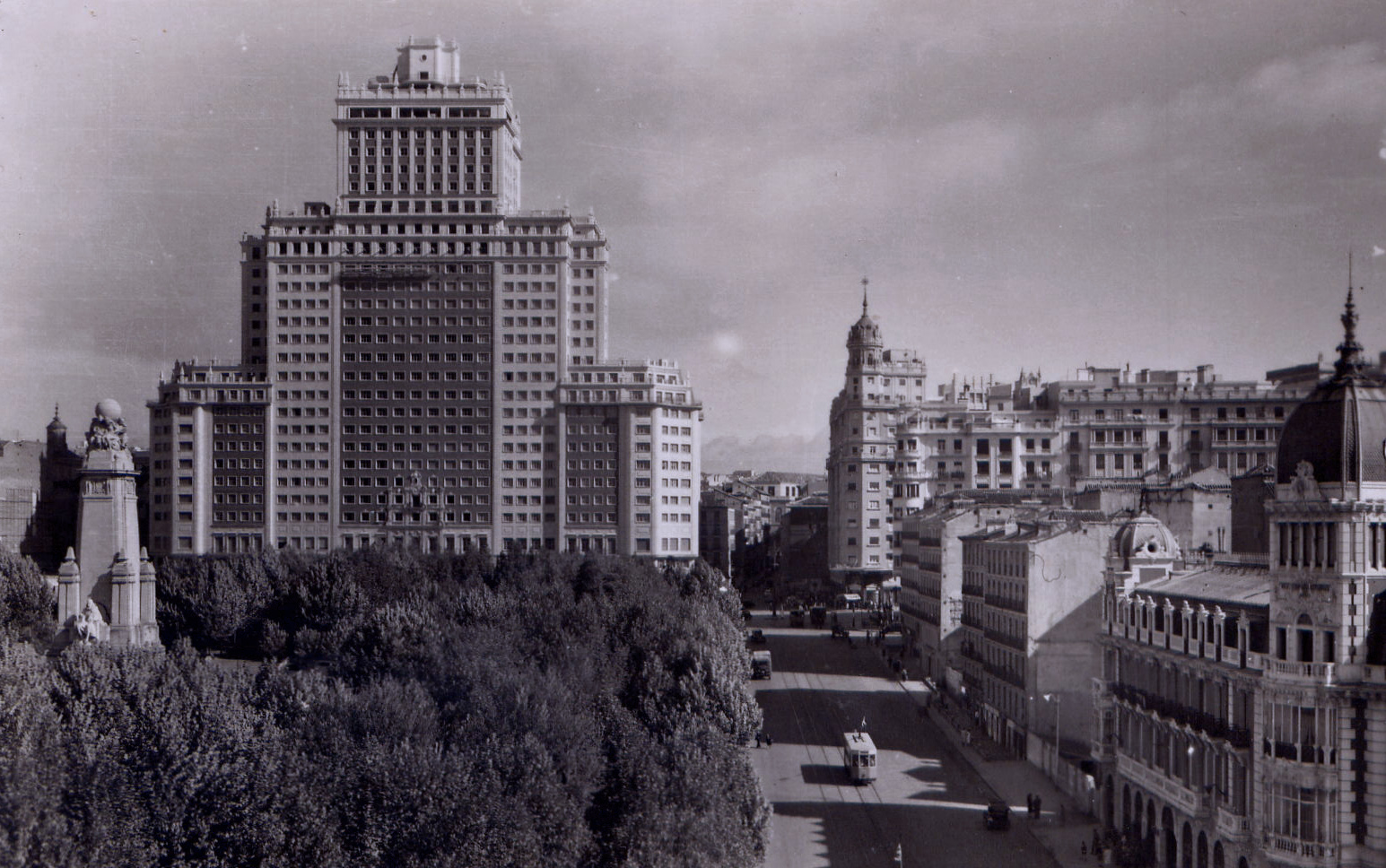
1950年代的西班牙大廈

Metrovacesa從該建築建成位置一直擁有其所有權，2005年4月爲了收購法國公司Gecina，將該建築和附近的馬德里塔及其它建築一起拋售。 當年6月，桑坦德銀行以1.386億歐元的價格買下該建築的50%，并承諾在今後會購下另外的一半。2007年12月交易完成，因為一直等待市政府批示，所以該建築從被拋售開始一直空置。
2014年6月，西班牙大厦被万达集团收购。
2015年1月，萬達集團準備拆卸改建為一座設有辦公室的豪華酒店，唯無法就保留外牆立面一事與當地政府達成共識。
2016年7月，萬達集團將大廈原價售予當地企業。